# Распутное детство
«Распу́тное де́тство» (итал. Maladolescenza) — эротическая драма 1977 года итальянского режиссёра Пьера Джузеппе Мурджа. В разных странах фильм известен под другими названиями: немецкое название: «Spielen wir Liebe», французское: «Jeux interdits de l’adolescence», английское: «Playing with Love» или «Puppy Love».

## Описание сюжета
Лаура (Лара Вендель) и Фабрицио встречались каждое лето в стоящем в лесу летнем домике её родителей. Фабрицио — 14-летний парень-одиночка, компанию которому составляла лишь его собака; Лаура — 11-летнее милое, но неуверенное дитя, от её лица ведётся повествование в фильме. Они дружат с детства, у них есть свои потаённые места в горном лесу. Но это лето — особенное: подростки начинают чувствовать сексуальное влечение и занимаются сексом. После произошедшего Лаура понимает, что любит Фабрицио, но он своим сексуальным опытом лишь маскирует злобу. Ему Лаура напротив, надоедает, и он делает её своей рабыней. Ситуация накаляется, когда в их компании появляется привлекательная 11-летняя Сильвия. Фабрицио влюбляется в неё и проводит всё больше времени с ней, вступив в половую связь прямо на глазах у Лауры. Фабрицио и Сильвия всячески издеваются над Лаурой, заставляют быть для них служанкой. А Лаура, вместо того чтобы уйти от них, принимает правила игры. Лаура должна исполнять любые их прихоти, оскорбительные и унижающие. Так проходит всё лето и наступает последний день каникул.
«Друзья» решают в последний день забраться на Голубую гору. Путь проходит через пещеры. Сильвия устаёт и просит Фабрицио вернуться обратно, но он отказывает ей. Она пытается уйти сама, но понимает, что заблудится. У Сильвии начинается истерика, она кричит, умоляет вернуться, но Фабрицио неумолим, он хочет, чтобы Сильвия всё время была с ним. Наконец, ему всё это надоедает, и он ударяет Сильвию ножом. Лаура напугана, она спрашивает его, зачем он это сделал. В ответ он отправляет её домой (Лаура знала, где находится выход из пещеры, но молчала всё то время, что Фабрицио терроризировал Сильвию, по-прежнему оставаясь преданной Фабрицио). Далее Фабрицио за кадром говорит, что больше никогда не видел этих двух девочек.

## Съёмки
Фильм совместного производства двух компаний в Мюнхене, а также итальянских предприятий, с 17 августа по 16 сентября 1976 года снимался в Верхней Австрии и Каринтии. На роль Сильвии была выбрана юная Ева Ионеско, так как её мать была известным во Франции фотографом в стиле ню, и начиная с пяти лет Ева Ионеско фотографировалась обнажённой. Фильм был снят с небольшой съёмочной группой. По воспоминаниям участников, актёры стеснялись меньше, чем съёмочная группа.

## В ролях
- Лара Вендель — Лаура
- Мартин Лоб — Фабрицио
- Ева Ионеско — Сильвия
- Ксило в роли собаки Иро

## Саундтрек
Музыка записана Dirmaphon Studios, Рим, Италия. На оригинальном диске 18 песен.
1. «Maladolescenza» (02:23)
2. «L’incubo E Il Serpente» (02:12)
3. «Citta Segreta» (01:59)
4. «Il Labirinto» (02:40)
5. «Re E Buffone» (00:50)
6. «La Villa Misteriosa» (01:06)
7. «Silvia» (01:25)
8. «Caccia A Laura» (01:40)
9. «Il Sopravvento» (01:07)
10. «Cara Adolescenza» (02:01)
11. «Scambio Di Consegne» (02:29)
12. «Ninna Nanna A Nascondino» (02:07)
13. «Silvia E Fabrizio» (01:59)
14. «Identificazione» (03:26)
15. «La Villa Di Notte» (01:13)
16. «E Gia Autunno» (01:19)
17. «Adagio Per Oboe» (01:06)
18. «La Notte Dell’attesa» (02:13)
19. «Maladolescenza» (02:44) Alternate Take #1
20. «Silvia» (01:10) Alternate Take #1 Harpiscord & Orchestra
21. «Maladolescenza» (02:55) Il Recinto Dei Giochi
22. «Silvia» (02:28) Alternate Take #2 — Music Box
23. «Il Labirinto» (Part 2) (01:10)
24. «Silvia» (01:29) Alternate Take #3 — Solo Flute
25. «Maladolescenza» (01:54) Kamasutra
26. «Scambio Di Consegne» (02:28) Alterna

## Реакция на фильм
Первоначально этот фильм демонстрировался только в нескольких странах, в других остался не замеченным.
Позже фильм «Распутное детство» получил скандальную известность из-за показа несовершеннолетних обнажённых актёров (Ларе Вендель и Еве Ионеско во время съёмок исполнилось 11 лет), имитирующих половой акт, кроме того в отдельных кадрах были показаны половые органы крупным планом.
В Германии было получено разрешение на показ фильма в кинотеатрах, и в 1977 году в прокат был выпущен режиссёрский первоначальный вариант длительностью в 91 минуту, сразу получивший общественный резонанс не только из-за демонстрации обнажённой натуры несовершеннолетними, но и сцен насилия, показа убийства. Впоследствии на видеокассетах для домашнего просмотра была выпущена сокращённая 77-минутная версия, где были вырезаны все сцены с показом обнажённой натуры, демонстрации полового акта и убийства.
В 2004 году в Германии была выпущена ремастеринговая версия для домашнего просмотра на DVD-диске в первоначальном варианте длительностью 91 минута.
28 июля 2006 года суд первой инстанции в г. Карлсруэ (земля Баден-Вюртемберг, Германия) согласно ст. 184, пункт b Уголовного кодекса ФРГ  («детская порнография») запретил распространение данной версии по всей стране, а также предписал изъятие из продажи всего тиража (Az: 31 Gs. 1824/06); кроме того согласно той же статьи УК ФРГ была определена уголовная ответственность за хранение оригинальной версии и версии 2004 года.
Но поскольку первоначально в 1977 году перед кинопрокатом было получено официальное разрешение на показ, то производители фильма и изготовители версии фильма 2004 года освобождаются от уголовной ответственности (так называемые «освобождение от наказания из-за ошибочного применения закона»).
Запрет 2006 года на распространение, демонстрацию и хранение не распространяется на версии фильма с вырезанными сценами сексуального характера.
В Австрии версия 2004 года юридически доступна для взрослых старше 18 лет. В США, Италии и Франции как оригинальная версия 1977 года, так и DVD-версия 2004 года без купюр юридически доступны.
В 2010 году голландский суд постановил, что фильм квалифицируется как детская порнография, поскольку присутствуют сцены сексуальной эксплуатации детей.
В 2013 году в фрайбургском областном суде (земля Баден-Вюртемберг, Германия) уголовное дело в отношении фильма «Распутное детство» находится на рассмотрении.
Тираж версии 2004 года по всему миру точно не известен.